# Fantasia d'après Cavalleria Rusticana
La Fantasia op. 83 d'après l'opéra Cavalleria Rusticana de Pietro Mascagni est une pièce pour clarinette et piano de Carlo della Giacoma (1858-1929) composée le  22 décembre 1891 à  Livourne. Elle est dédiée au clarinettiste Antonio Milani (1831-?). 
Carlo della Giacoma (1858 - 1929) est l'un des compositeurs et chefs d'orchestre italiens les plus appréciés de la fin du XIXe siècle. Il a écrit un nombre considérable de compositions pour orchestre, fanfare et divers instruments solistes, qui nous sont presque toutes parvenues sous forme de manuscrits.
La Fantasia op. 83 emploie des airs tirés de l'opéra Cavalleria Rusticana et fait partie de ces nombreuses fantaisies d'opéra très appréciées au cours du XIXe siècle et des premières décennies du XXe siècle par les solistes et le public italien.
Cette fantaisie offre des traits virtuoses et techniques  accompagnant des mélodies d'un grand lyrisme.
La pièce est publiée dans diverses éditions, notamment aux éditions IMD révisée par Philippe Cuper.

## Discographie sélective
- La clarinette à l'opéra, Verdi, Bellini, Puccini, Rossini avec Alessandro Carbonare (clarinette), Andrea Dindo (piano), Harmonia Mundi HMA1951722, 2001,2013 (OCLC 1042087577).